# Owain mab Urien
Owain mab Urien (galês médio Owein ) (morto em 595) era filho de Urien, rei de Rheged c. 590, e lutou com seu pai contra os ângulos da Bernícia. A figura histórica de Owain foi incorporada ao ciclo de lendas arturianas, onde também é conhecido como Ywain , Yvain, Ewain ou Uwain. Em seu disfarce lendário, ele é o personagem principal de Yvain, de Chrétien de Troyes , o Cavaleiro do Leão e o romance galês Owain, ou a Dama da Fonte, que corresponde ao poema de Chrétien.

## Owain histórico
Nossas principais referências ao histórico Owain aparecem nos poemas de Taliesin , o bardo de Urien. Em um poema , ele aparece como o vencedor da Batalha de Alclud Ford . Outro, Gweith Argoed Llwyfain ("A Batalha de Argoed Llwyfain "), fala da parte de Owain em uma batalha entre os homens de Rheged sob Urien e os homens de Bernicia sob "Fflamddwyn" (Firestealer), possivelmente o rei anglo Theodric . Quando Fflamddwyn exige reféns, Owain grita em desafio e inspira os homens de Rheged a lutar em vez de homenagear os ingleses.
Taliesin também compôs Marwnad Owain , uma elegia para Owain. No poema, diz-se que Owain matou Fflamddwyn:
Pan laddodd Owain Fflamddwyn Nid oedd fwy nogyd cysgaid
Cysgid Lloegr llydan nifer | A lleufer yn eu llygaid
A rhai ni ffoynt haeach | Um oeddynt hyach na rhaid
Owain a'u cosbes yn ddrud | Mal cnud yn dylud defaid
Quando Owain matou Fflamddwyn, não era mais para ele do que dormir
O vasto exército de Lloegr [Inglaterra] dorme com a luz nos olhos
E aqueles que não fugiram foram mais corajosos do que o necessário
Owain os puniu severamente como um bando de lobos perseguindo ovelhas
Ele herdou o reino de Rheged quando seu pai foi morto, mas foi imediatamente perseguido por seus vizinhos britânicos, Gwallawc Marchawc Trin, de Elmet, e Dunaut Bwr ; o ex-atacante do irmão de Owain, Elffin, enquanto Owain e Pasgen, outro irmão, lutaram com Dunaut.
Owain foi morto em batalha contra o velho inimigo de seu pai, Morcant Bulc, de Bryneich, após um breve reinado. Sua morte marcou o fim de Rheged como um poder efetivo.
Diz-se que ele foi enterrado em Llan-Forfael ou Llan-Heledd , que as tradições locais colocam no cemitério de St. Andrew's em Penrith , embora seja possível que a sepultura seja realmente a do posterior Owen Cesarius .
Dizem que Owain é o pai de St. Kentigern Garthwys por Denw , filha de "Leuddun", comumente identificada com Lot of Lothian .

## Proprietário da lenda
Ao longo dos séculos, a história de Owain conhecida pelos contadores de histórias desapareceu o suficiente para que ele fosse incorporado à lenda arturiana galesa e as histórias sobre ele se espalharam pela Europa continental. Yvain de Chrétien , o Cavaleiro do Leão e a história de Mabinogion relacionada Owain, ou a Dama da Fonte, são devotados a suas façanhas, e ele aparece com destaque no conto de Mabinogion , O Sonho de Rhonabwy e, brevemente, na Historia Regum Britanniae de Geoffrey of Monmouth . . O personagem é retratado como um excelente cavaleiro nos romances posteriores, o ciclo Lancelot-Graal e Le Morte d'Arthur , de Sir Thomas Malory , sob uma grafia de seu nome ou de outro.
Em O sonho de Rhonabwy , ele joga xadrez contra Arthur, enquanto Rhonabwy observa e os saxões se preparam para lutar. Os contornos de Yvain de Chrétien , o Cavaleiro do Leão e Owain, ou a Dama da Fonte são essencialmente os mesmos; Owain ouve uma fonte mágica de fazer tempestade na floresta de Brocéliande e a procura, apenas para encontrá-la defendida por um excelente cavaleiro. Ele derrota esse guerreiro e se casa com sua esposa Laudine , mas abandonando seus deveres conjugais por façanhas cavalheirescas, ele perde o amor dela. Com a ajuda de um leão que ele resgata de uma serpente, ele completa várias aventuras e acaba se reunindo com sua dama. Ele aparece na maioria dos relatos posteriores, sua importância indicada por sua estreita amizade com Gawain e pela passagem na seção Mort Artu do ciclo Lancelot-Graal, onde ele é um dos últimos cavaleiros a morrer antes de Arthur.
Quase todas as versões da história arturiana têm Owain como filho de Urien e sobrinho de Arthur, e os relatos posteriores assumem que sua mãe é Morgan le Fay , se não uma das outras meias-irmãs do rei. Ele tem um meio-irmão chamado Owain (ou Yvain), o Bastardo depois dele, o produto de uma união entre Urien e a esposa de seu senechal. Os galeses dão a ele uma irmã gêmea, Morvydd , e como sobrinho materno de Arthur, ele é primo de Gawain e do clã Orkney.